# Toronto Sun

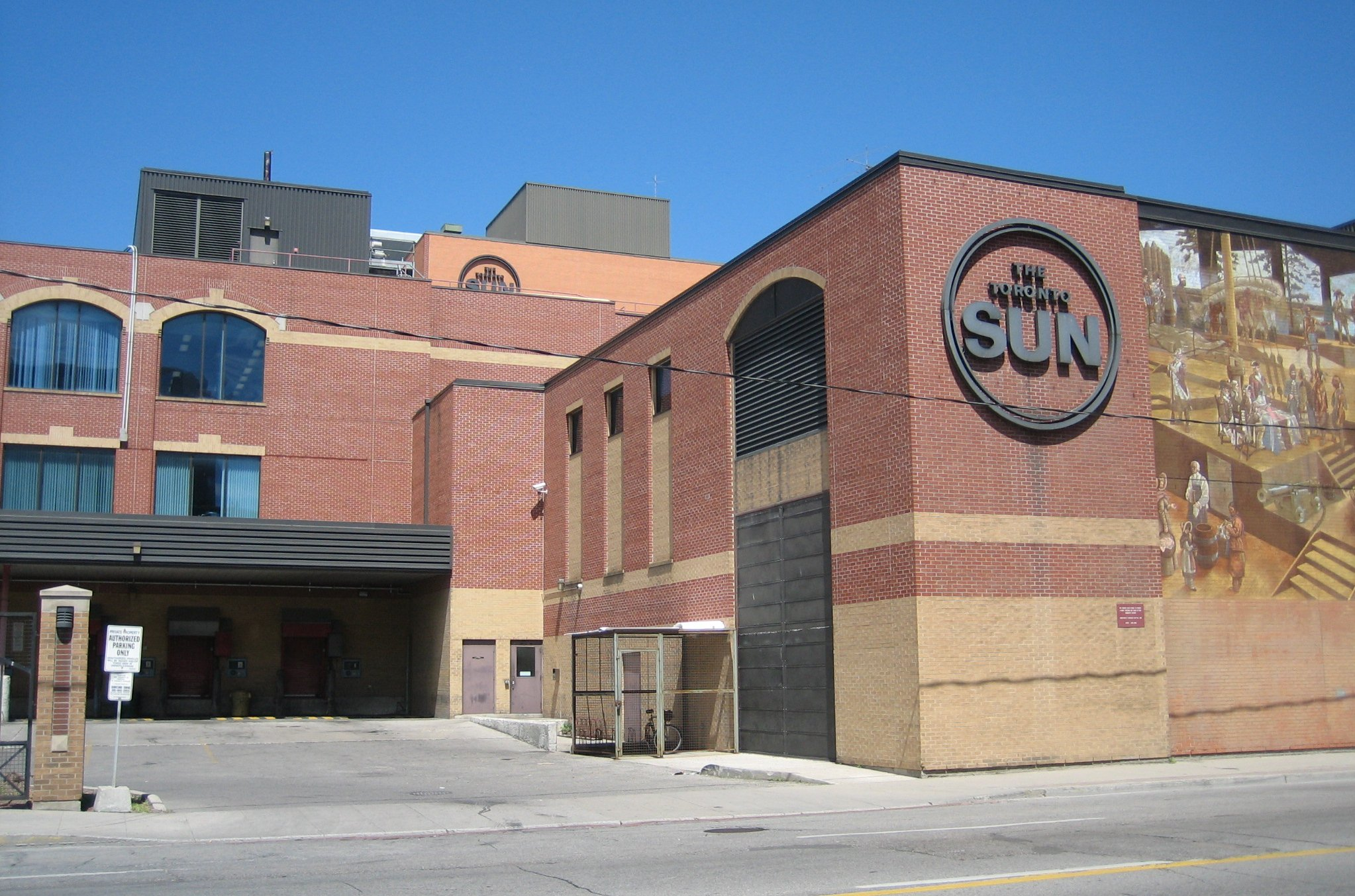
Imagem da sede de Toronto Sun o Toronto Sun Building, Canadá.

Toronto Sun é um tablóide do Canadá, fundado em 1971 com sede em Toronto Sun Building, Toronto.